# General Motors Thailand
General Motors (Thailand) Limited (GMT) era una filiale di General Motors per le sue operazioni in Thailandia.
GM Thailand esportava veicoli nella maggior parte delle regioni del mondo, compreso il Sud America, America Centrale, Europa, Africa, Medio Oriente, Sud-est asiatico, Australia e Giappone.
Nel febbraio 2020, GM ha annunciato che si sarebbe ritirata dal mercato thailandese e lo stabilimento di Rayong sarebbe stato acquisito da Great Wall Motors entro la fine del 2020.

## Storia
Le auto della General Motors, in particolare le auto Opel e Holden, sono state assemblate in Thailandia dal 1970 attraverso diversi assemblatori locali, tra cui Bangchan General Assembly e Asoke Motors. Diversi modelli assemblati nell'epoca erano la Holden Monaro LS, Chevrolet De Ville e Opel Rekord.
Nel maggio 1996, General Motors ha deciso di costruire uno stabilimento di produzione nella zona industriale di Rayong, per espandere le sue operazioni nel sud-est asiatico. L'investimento nella vicina Indonesia è stato escluso a causa del requisito del 60% di contenuto locale imposto dal governo indonesiano, mentre il governo thailandese ha accolto la richiesta di GM di eliminare il requisito del contenuto locale. Il sito produttivo si trovava proprio accanto ad AutoAlliance Thailand, uno stabilimento di proprietà congiunta tra Ford e Mazda.

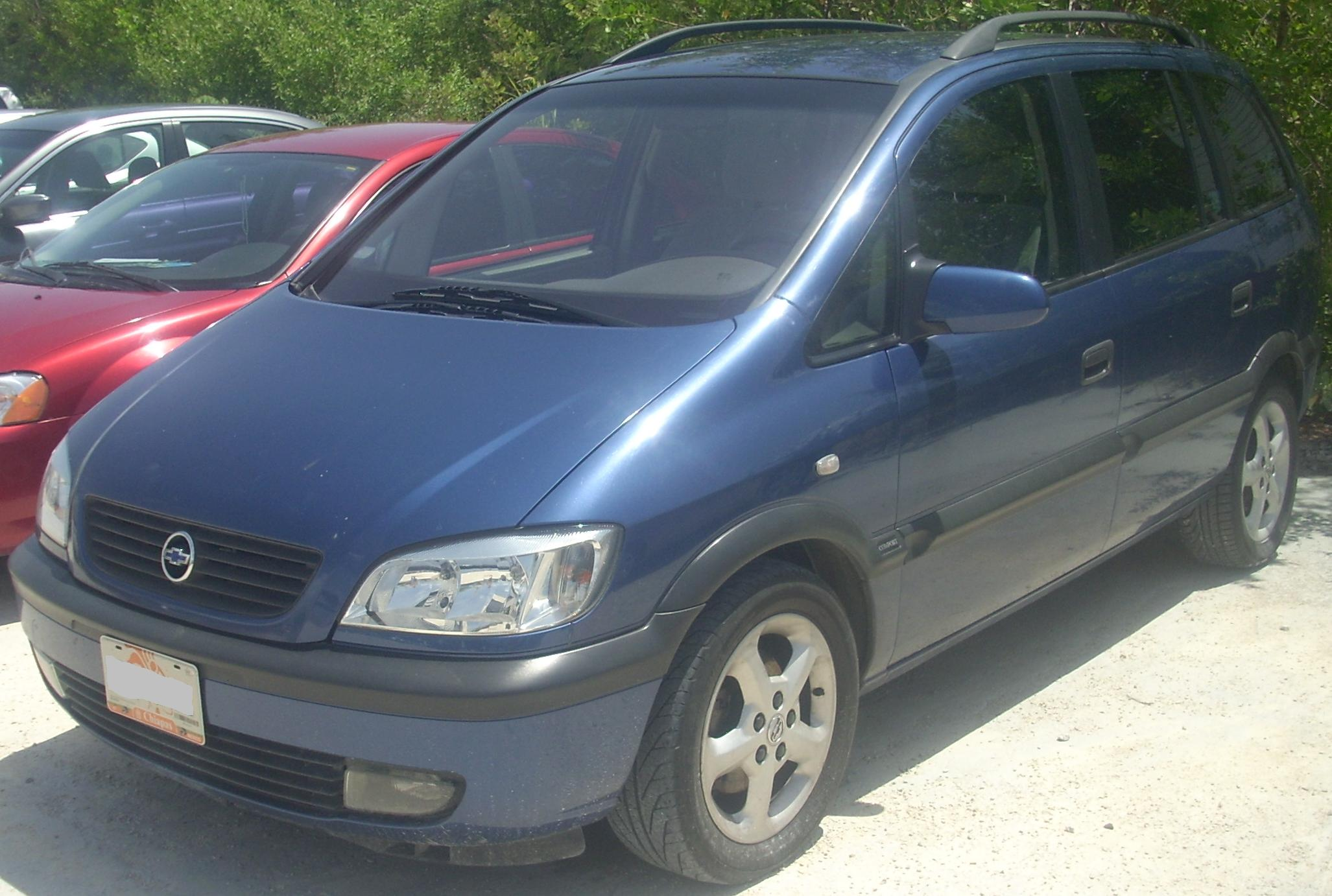
La Chevrolet Zafira è stato il primo prodotto prodotto da GM Thailand

Lo stabilimento di Rayong doveva produrre da 100.000 a 150.000 veicoli all'anno, con l'80% di questi da esportare. Lo stabilimento è stato aperto nel maggio 2000, producendo la Chevrolet Zafira.  La Zafira è stata esportata nei vicini paesi del sud-est asiatico e in Messico, ed ha anche esportato in Australia come Holden Zafira e in Giappone come Subaru Traviq. Nel 2002, la Zafira è stata l'auto più venduta nel segmento delle station wagon familiari in Tailandia con 3.946 unità vendute. Tra il 2002 e il 2004, lo stabilimento ha assemblato anche l'Alfa Romeo 156 sotto contratto con la Fiat. L'azienda ha anche importato e distribuito veicoli Saab nel paese. A partire dal 2003, la Holden Commodore è stata denominata come Chevrolet Lumina in Thailandia per la VY e VZ. Le esportazioni sono durate fino al 2005.
In seguito all'acquisizione di Daewoo Motors da parte di GM, GM Thailand ha iniziato a produrre diverse autovetture Daewoo rimarchiate Chevrolet, a partire dalla Chevrolet Optra berlina nel giugno 2003, Optra station wagon nel marzo 2005, Aveo berlina e Captiva nel giugno 2007. Per i pickup da una tonnellata, GM Thailand ha prodotto il Colorado, un pick-up derivato da Isuzu del marzo 2004 ed è stato esportato in Australia come Holden Colorado dal 2008.
Nell'agosto 2008, GM ha investito 445 milioni di dollari per costruire un impianto di motori e trasmissioni. Situato adiacente allo stabilimento di assemblaggio, lo stabilimento è stato aperto nel 2011 come General Motors Powertrain (Thailand) Limited. Produceva i motori 2.5 L e 2.8 L motori diesel Duramax, successivamente esportati anche negli Stati Uniti.
Dopo aver perso quote di mercato per anni, GM ha annunciato un piano di ristrutturazione per le sue operazioni in Thailandia nel febbraio 2015. Il piano prevedeva l'eliminazione graduale di piccole autovetture per concentrandosi invece su SUV e pickup. Di conseguenza, la Sonic è stata interrotta nel maggio 2015 e la Cruze è seguita nel 2017. Successivamente, GM Thailand ha anche interrotto la produzione della Captiva nel 2018, lasciando il SUV Trailblazer e il pick-up Colorado. I dirigenti di GM stavano prendendo in considerazione la produzione della Chevrolet Trax nel paese, tuttavia un investimento così importante non poteva essere giustificato a causa dei margini ridotti e delle scarse previsioni di vendita. A marzo 2019, la società ha annunciato il suo piano per commercializzare la Captiva di seconda generazione in Thailandia. L'auto è stata presentata al Bangkok International Motor Show 2019 ed è stata lanciata sul mercato a settembre 2019. Importato dall'Indonesia, l'auto era una Baojun 530/Wuling Almaz.
Il 17 febbraio 2020, il presidente di GM Strategic Markets, Alliances and Distributors, Andy Dunstan, ha annunciato il ritiro di Chevrolet dal mercato automobilistico nazionale thailandese e la cessazione della produzione di veicoli e propulsori presso gli stabilimenti di Rayong. La casa automobilistica cinese Great Wall Motors ha accettato di acquisire l'impianto entro la fine del 2020 per aiutarne l'espansione in ASEAN. Questa decisione ha portato anche alla scomparsa del marchio Holden in Australia e Nuova Zelanda, poiché GM Thailand era la principale produttrice di veicoli per Holden. L'ultimo veicolo, una Chevrolet Colorado blu, è uscito dallo stabilimento nel maggio 2020 come il 934.758º Colorado prodotto da GM Thailand.

## Modelli
- Subaru Traviq (2001–2004)
- Alfa Romeo 156 (2002–2004)
- Chevrolet Zafira (2000–2007)
- Chevrolet Optra (2003–2010)
- Chevrolet Aveo (2006–2012)
- Chevrolet Sonic (2012–2015)
- Chevrolet Cruze (2010–2017)
- Chevrolet Captiva (2007–2018)
- Chevrolet Colorado (2004–2020)
- Chevrolet Trailblazer (2012–2020)